# عهدنامه دوستی و تجارت بین فرانسه و ژاپن

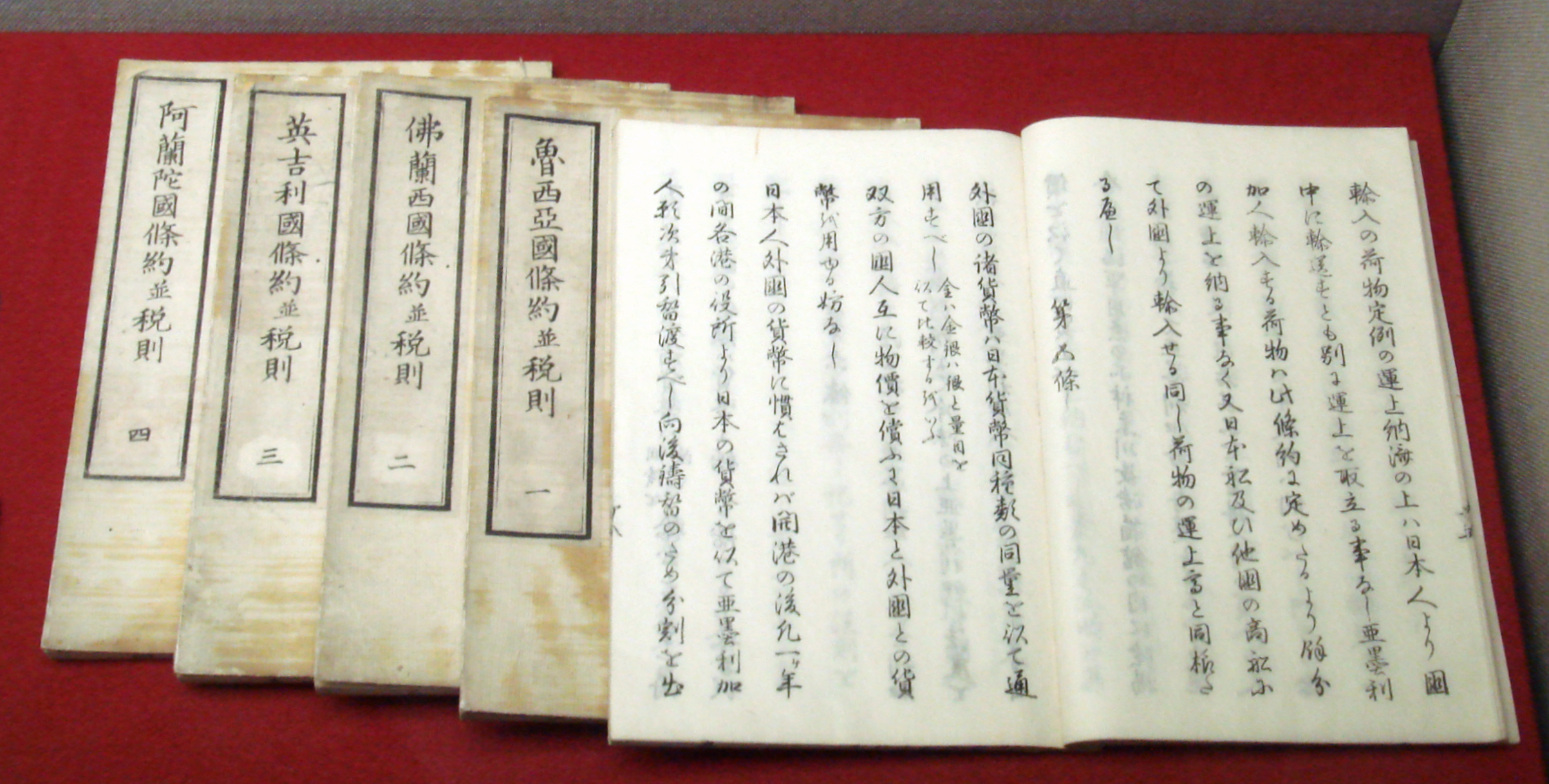
نسخه چاپی قراردادهای دوستی و تجارت بین ژاپن و هلند، بریتانیا، فرانسه، روسیه و ایالات متحده، ۱۸۵۸

عهدنامه دوستی و تجارت بین فرانسه و ژاپن (به ژاپنی: 日仏修好通商条約) قراردادی بود که در اکتبر سال ۱۸۵۸ مابین جمهوری دوم فرانسه و ژاپن در زمان شوگون‌سالاری توکوگاوا به امضا رسید.